# Saulon-la-Chapelle
Saulon-la-Chapelle é uma comuna francesa na região administrativa da Borgonha-Franco-Condado, no departamento de Côte-d'Or. Estende-se por uma área de 10 km². Em 2010 a comuna tinha 977 habitantes (densidade: 97,7 hab./km²).